# Storia dei Paesi Bassi

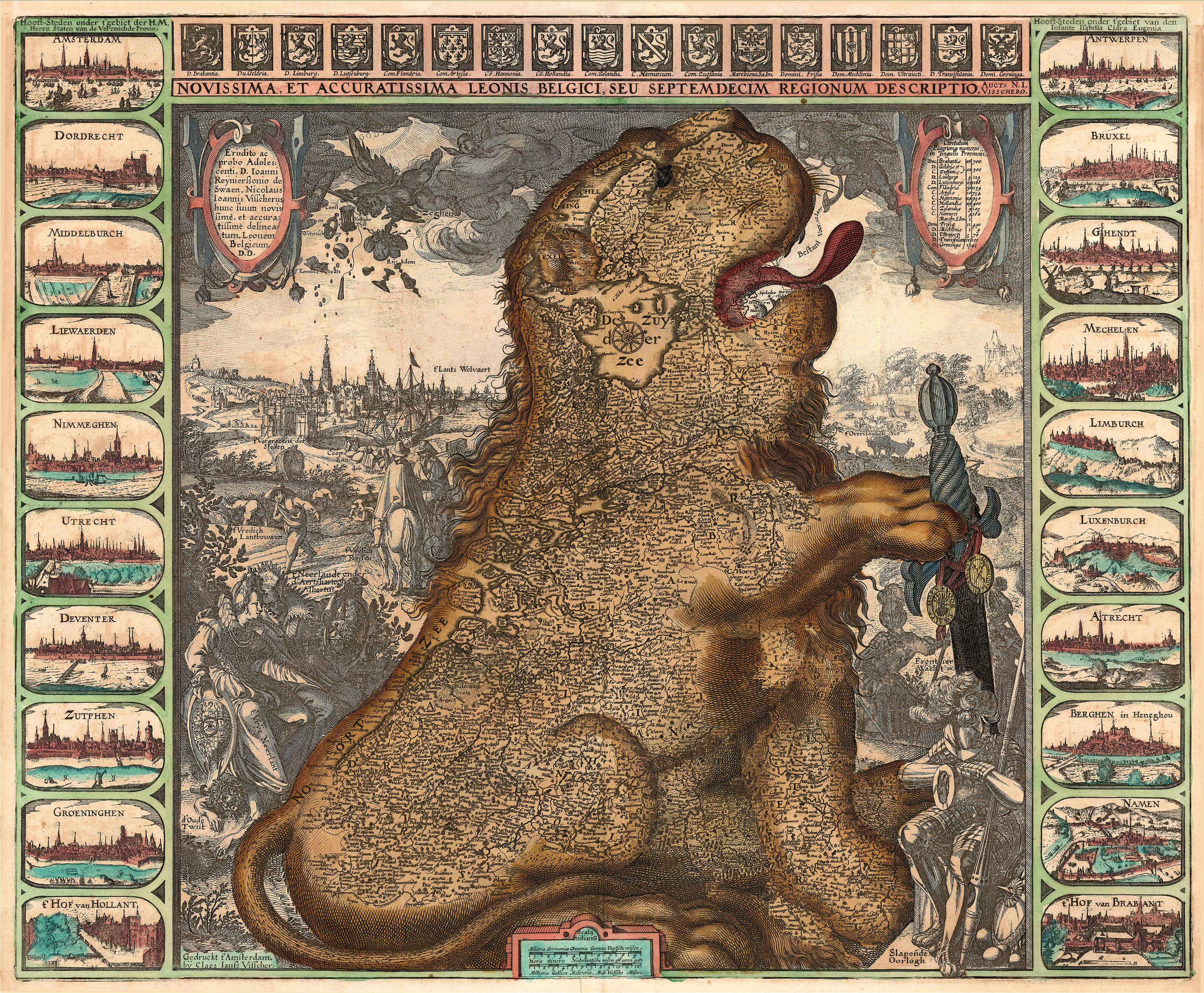
Prima versione del Leo Belgicus, disegnata da Claes Janszoon Visscher nel 1609.

All'epoca dell'arrivo dei Romani, la zona era abitata da varie tribù germaniche e celtiche. 
L'area a sud del fiume Reno venne inclusa nella provincia della Gallia Belgica, poi Germania inferiore. I Franchi Salici migrarono da questa regione in Gallia, per instaurare, nel Quinto secolo, la potente dinastia merovingia.
In seguito nel paese si stanziarono Sassoni, Batavi, Frisoni e Franchi. Nell'VIII secolo i Paesi Bassi erano parte dell'Impero Carolingio fondato da Carlo Magno e nel X secolo del Sacro Romano Impero. Successivamente i Paesi Bassi si frammentarono in contee e diocesi appartenenti al Ducato di Brabante e di Borgogna e al Sacro Romano Impero. I predecessori di Carlo V non furono mai in grado di sottomettere la Frisia e la Gheldria.
L'unificazione del paese ebbe successo solo nel 1540, sotto la dominazione degli Asburgo. La Riforma protestante fu accolta con favore dalla popolazione olandese. L'imperatore Carlo V finì per accettare la situazione, ma dopo la sua abdicazione (1555) l'intransigenza del suo erede Filippo II (re di Spagna) provocò una rivolta, che scoppiò nel 1566 nelle Fiandre e dilagò poi per tutto il Paese. Il nord in parte protestante dei Paesi Bassi secedette dal sud cattolico. L'indipendenza venne dichiarata nel 1581, ma fu solo nel 1648, con la pace di Vestfalia, alla fine della Guerra dei Trent'anni, che anche la Spagna ne riconobbe l'effettiva autonomia e sovranità.
La guerra d'indipendenza marcò l'inizio dell'età d'oro olandese, un'età di grande prosperità economica e culturale. Nel XVII secolo gli olandesi fondarono numerose colonie in India, Indonesia, Africa e nelle Americhe, i cui commerci furono gestiti dalla Compagnia Olandese delle Indie Occidentali. Tuttavia il secolo terminò con una serie di guerre che segnarono la fine dell'espansione dei Paesi Bassi.
Il successivo XVIII secolo fu relativamente tranquillo fino alla Rivoluzione francese del 1789: pochi anni dopo i francesi invasero i Paesi Bassi, dove costituirono dapprima la Repubblica Batava e poi il Regno di Olanda, fino a che non li annetterono alla Francia.
Il congresso di Vienna del 1815 restaurò i Paesi Bassi storici, cioè nord e sud furono nuovamente uniti. In questo periodo è instaurata la monarchia della Casa d'Orange. Tuttavia, i sentimenti liberali, dopo un periodo fortemente conservatore, non potevano essere ignorati. Il sud, chiamato Belgio, divenne regno a sé nel 1830 e nel 1848 i Paesi Bassi divennero una monarchia costituzionale.
I Paesi Bassi proclamarono la propria neutralità in entrambe le guerre mondiali. Nella prima guerra mondiale essa venne sostanzialmente rispettata. Invece nella seconda guerra mondiale il paese fu occupato dalla Wehrmacht nel corso della campagna di Francia. Molti furono gli ebrei deportati e le fucilazioni collettive. La liberazione giunse solo nel maggio 1945.
I Paesi Bassi restarono fino al Duemila una nazione con forti tradizioni mercantili, anche se dopo la seconda guerra mondiale iniziò a prendere piede l'industrializzazione.

## Preistoria
Agli albori del III millennio a.C. la cultura della ceramica cordata, spesso associata ai primi indoeuropei giunti nel nord Europa da est, penetra nell'area dei Paesi Bassi.
La cultura del vaso campaniforme appare nel territorio dei Paesi Bassi durante la prima età del bronzo (2800-2100 a.C.) seguita dalla cultura, denominata in inglese "Barbed wire beakers culture" (2100-1800 a.C.) che rappresenta una regionalizzazione della precedente. Dal 1800 all'800 a.C. il territorio è caratterizzato dalla cultura di Hilversum che si estende anche a parte del Belgio settentrionale.

## Periodo preromano e romano (800 a.C. – 410 d.C.)

Frontiere dell'Impero Romano intorno al 70 dC.

I primi abitanti dei Paesi Bassi di cui si abbia notizia storica furono i Batavi, una popolazione che viveva sul corso inferiore del Reno e della Mosa, a cui poi si aggiunsero i Frisi, 
Canninefati e i Camavi. I Batavi furono sottomessi da Giulio Cesare durante la campagna di Gallia (I secolo a.C.). Il Reno fu per secoli il confine dell'Impero romano, per cui la regione a sud del fiume fece parte della provincia romana della Germania Inferiore e vi sorsero i primi forti, poi città: Utrecht, Nimega e Maastricht, mentre a nord la popolazione germanica dei Frisoni rimase indipendente, nonostante ciò fu molto influenzata dalla cultura romana, 
che introdusse tra i barbari anche la scrittura.
Le relazioni tra romani e gli autoctoni furono nel complesso abbastanza buone. Molti batavi riuscirono ad entrare nella cavalleria romana, anche il commercio fiorì, poiché il sale del Mare del Nord veniva usato in tutto l'impero, tuttavia ciò non impedì la ribellione dei batavi del 69 sotto la guida di Gaio Giulio Civile. Nel 70 l'imperatore Vespasiano inviò alcune legioni, con a capo Quinto Petilio Ceriale per domare la rivolta e i batavi furono sconfitti.

## Alto Medioevo (411–1000)
Alla caduta dell'Impero Romano nei Paesi Bassi giunsero le popolazioni germaniche dei Sassoni (nell'est) e dei Franchi (nel sud). Nel VII secolo le cronologie franche testimoniano la presenza del Regno di Frisia, che comprendeva la zona costiera dei Paesi Bassi e della Germania; il suo centro del potere era la cittadina di Utrecht. Alla fine dell'ottavo secolo i Franchi prevalsero sui loro vicini, tra cui anche i frisoni, ed alla fine dell'Ottavo secolo la regione faceva parte dell'Impero carolingio iniziato da Carlo Magno (che aveva il suo centro nella vicina Aquisgrana) dopo l'incoronazione dal Papa.
Tra l'anno 800 e il 1000, i Paesi Bassi soffrirono considerevolmente delle razzie vichinghe. Tra l'840 e l'880 la maggior parte degli attuali Paesi Bassi fu occupata dal vichingo Rorico. La resistenza all'occupazione vichinga non provenne dall'impero, bensì dai nobili locali. La supremazia vichinga durò fino al 920, quando Enrico I riuscì a liberare Utrecht.

## Basso Medioevo (1000–1492)

I Paesi Bassi verso la fine del XIV secolo.

I re tedeschi dominarono i Paesi Bassi nei secoli centrali del Medioevo. Dopo l'incoronazione di Ottone I, la cittadina neerlandese di Nijmegen divenne luogo di importante dominio degli imperatori tedeschi. Diversi imperatori nacquero e morirono a Nimega, come anche la principessa bizantina Teofane. Utrecht divenne un importante centro mercantile.
La maggior parte dei Paesi Bassi occidentali fu praticamente disabitata durante l'Alto Medioevo. Dopo il 1000 alcuni contadini delle Fiandre e di Utrecht, assistiti dai monaci benedettini, iniziarono a disseccare quei terreni paludosi. Questo processo si sviluppò rapidamente e in poche generazioni si stabilirono abitanti in quel territorio un tempo desolato. Furono costruite fattorie che, caso unico in Europa, non facevano parte di un villaggio. Prima di questo popolamento, la zona era abitata da popolazioni di origine frisone e l'area era conosciuta come "Frisia occidentale". Dopo il ripopolamento, la zona divenne l'attuale Olanda.
Dopo il Mille ci fu un miglioramento delle tecniche agricole allora conosciute, che portò a un forte incremento della produzione di derrate alimentari. L'economia crebbe velocemente, permettendo ai contadini di coltivare la terra non solo per la mera sussistenza, ma anche per commerciare i propri prodotti. Furono fondate le corporazioni delle arti e mestieri e si svilupparono i mercati. Inoltre l'introduzione della moneta rese più facile gli scambi commerciali che in precedenza. Le città più antiche fiorirono, specialmente nel Brabante e nelle Fiandre, e nuove città furono fondate. Nel Basso Medioevo si formò una classe media considerata borghesia. Dato che le città crescevano in ricchezza, riuscirono ad acquistare certi privilegi dal sovrano, tra cui il diritto dell'autogoverno e di emanazione di leggi. In sostanza significava che le città dei Paesi Bassi si resero poco a poco de facto indipendenti. Tra le città più importanti c'era anche Bruges e Anversa che alcuni decenni dopo divennero due dei più importanti porti dell'Europa.
Dopo la divisione dell'impero, i Paesi Bassi rimasero formalmente parte dell'Impero, ma vi sorsero vari principati semi-indipendenti (contee d'Olanda e di Zelanda, ducati di Gheldria e del Brabante, Principato vescovile di Utrecht). I vari stati erano sovente in lotta fra di loro. La Gheldria e l'Olanda lottarono per il controllo di Utrecht. Il principato vescovile di Utrecht, che attorno al 1000 controllava circa metà degli attuali Paesi Bassi, fu emarginato, sperimentando continue difficoltà a motivo dell'elezione di nuovi vescovi. Invece, le dinastie degli stati vicini erano più stabili. Groninga, Drenthe e la maggior parte delle città della Gheldria divennero indipendenti da Utrecht. Il ducato del Brabante cercò di conquistare gli stati vicini, ma senza riuscirvi. Anche l'Olanda tentò di conquistare la Zelanda e la Frisia.
Nel nord la Frisia continuava a mantenere la propria indipendenza. Aveva le sue istituzioni e rifiutava il sistema feudale che si era imposto in tutta Europa. La Frisia perse definitivamente la sua indipendenza alla fine del Quattrocento quando fu conquistata dai lanzichenecchi tedeschi del duca Alberto I di Sassonia-Meissen.

## Il Regno di Borgogna e la dominazione asburgica (1492–1567)

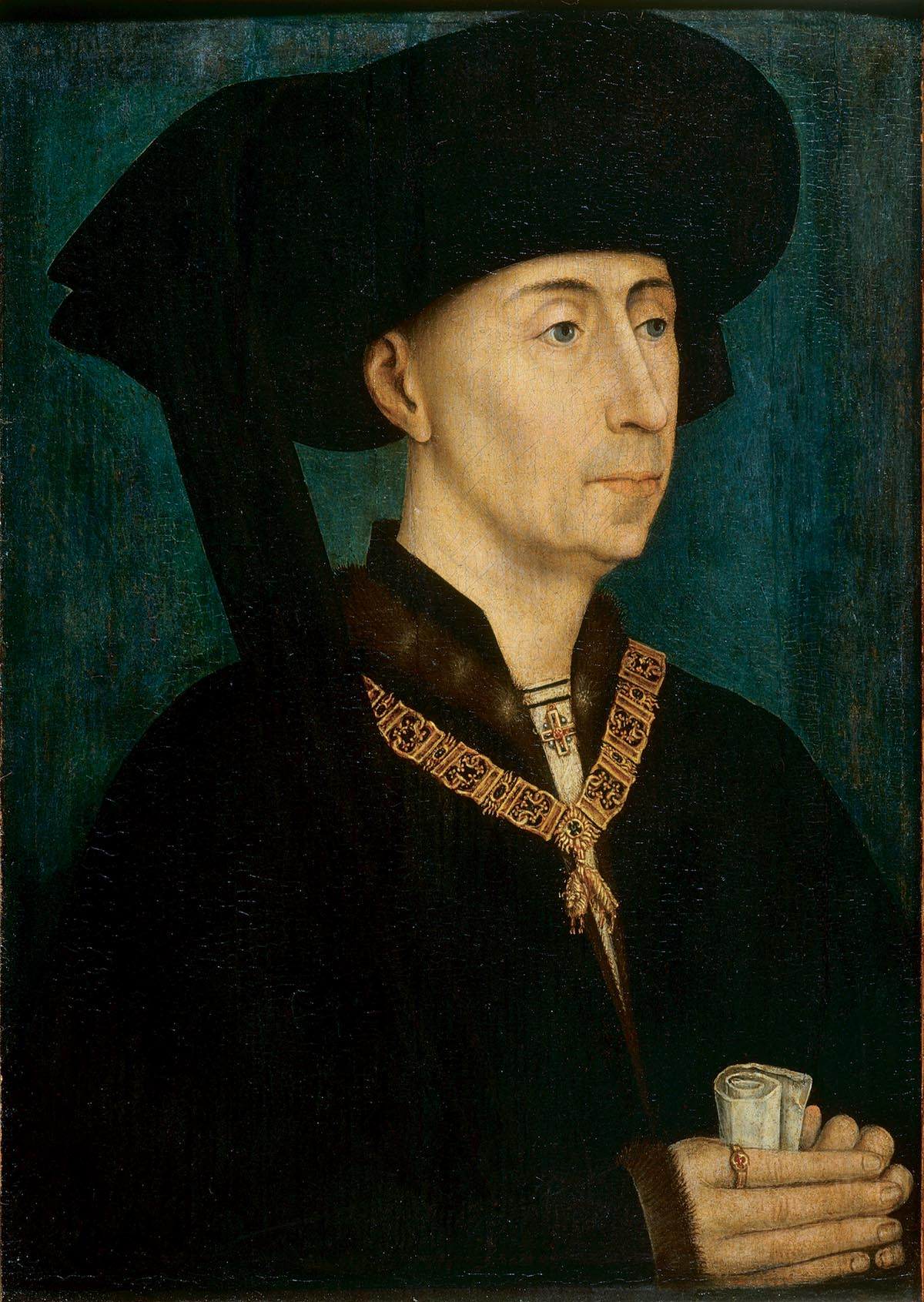
Filippo III di Borgogna (detto Filippo il Buono)

La maggior parte degli attuali Paesi Bassi, e del Belgio, furono riuniti nel ducato di Borgogna. Prima dell'unificazione della Borgogna, i neerlandesi si identificavano nella città in cui vivevano, nel loro ducato o contea, o come sudditi del Sacro Romano Impero. L'età borgognona fu l'epoca in cui iniziò a formarsi una coscienza nazionale dei neerlandesi.
Dopo alcuni anni di conflitto, nel 1433 il duca di Borgogna Filippo il Buono conquistò la Contea d'Olanda. Il commercio olandese iniziò a svilupparsi rapidamente nel Quattrocento. I nuovi sovrani difesero gli interessi commerciali degli olandesi. Le navi olandesi sconfissero diverse volte le navi della Lega anseatica. Amsterdam divenne il principale porto europeo dove si distribuiva il grano della regione baltica. Questo commercio fu vitale per gli interessi mercantili degli olandesi, poiché l'Olanda non era in grado di produrre il grano per le proprie esigenze.
Merita di essere ricordata fra i vari sovrani la duchessa Giovanna, la quale concesse alle autonomie cittadine una carta di privilegi, la Joyeuse Entrée. Tale carta conteneva, tra l'altro, una clausola di ribellione che poteva essere attivata dai sudditi legittimandoli a disobbedire al sovrano che avesse violato i diritti riconosciuti nella carta. Questi riconoscimenti, estesi con il Gran Privilegio di Olanda e Zelanda (1477), furono fondamentali nel momento della rivoluzione del XVI secolo.
Nel XIV secolo tutti questi furono unificati dai duchi di Borgogna, discendenti da un ramo cadetto dei regnanti di Francia, che vi unirono le Fiandre meridionali (l'attuale Belgio) e gran parte del territorio a cavallo dell'attuale confine franco-tedesco, fino alla Svizzera. Il re di Francia Carlo VII di Valois rinunciò alla sua sovranità sulla Borgogna nel 1435, con la pace di Arras. Le Fiandre divennero presto il centro economico dei domini borgognoni. Il regno arrivò dunque a Carlo il Temerario, il quale concesse in dote alla propria figlia Maria le Fiandre, combinando il suo matrimonio con l'arciduca d'Austria Massimiliano I d'Asburgo. Questi, ereditando nel 1477 il titolo ducale di Borgogna, trasferì la propria sede a Bruxelles. L'eredità di questo importante regno passò dunque a Filippo il Bello d'Asburgo e, alla sua morte, a Carlo d'Asburgo, figlio di Filippo e di sua moglie Giovanna la Pazza, nonché futuro imperatore col nome di Carlo V.

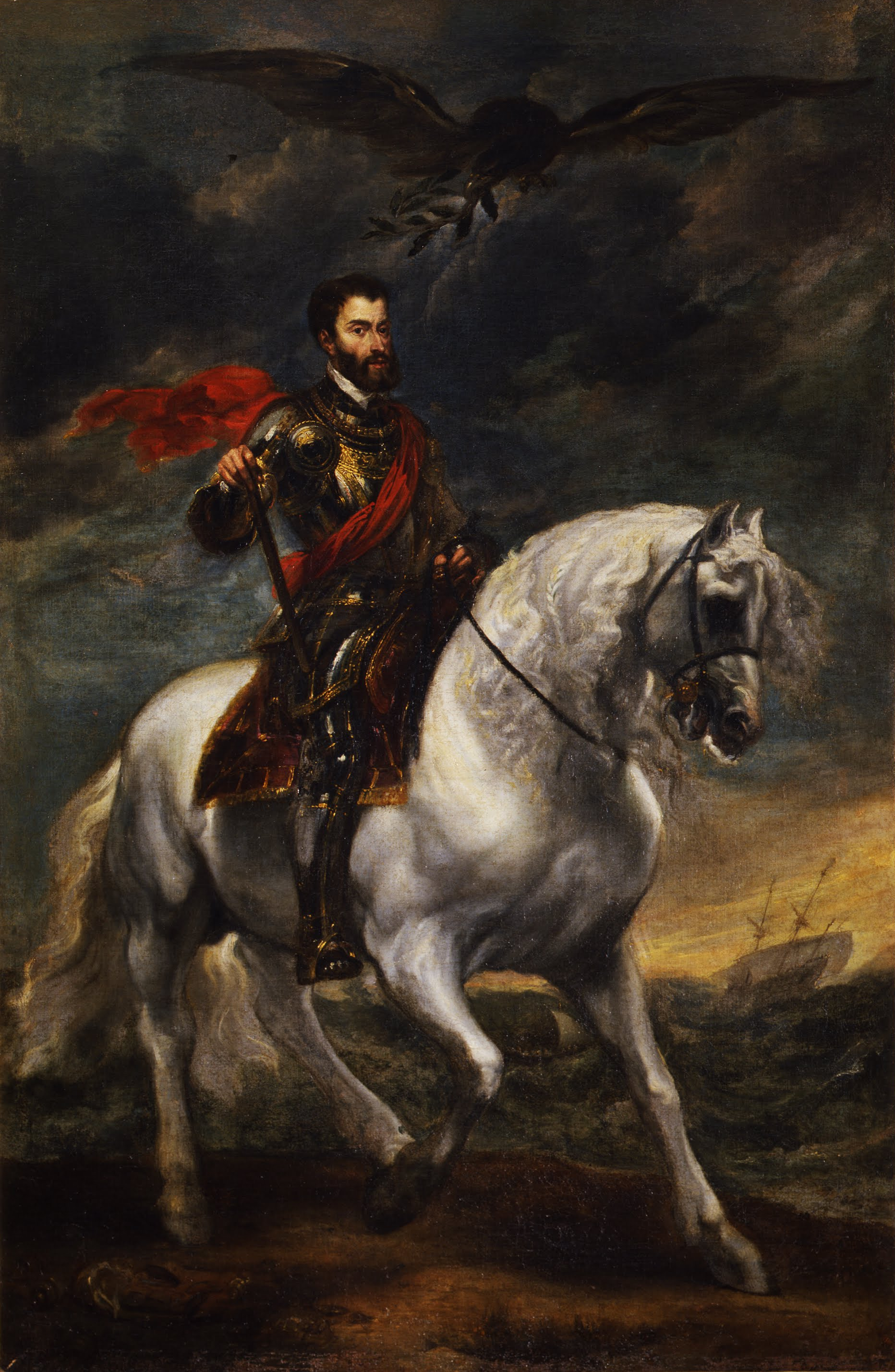
Carlo V d'Asburgo.

Nel 1515 i soldati della Borgogna saccheggiarono il villaggio frisone di Kimswerd, uccidendone gli abitanti e bruciarono i possedimenti di Pier Gerlofs Donia. Donia, infuriato, maledisse i borgognoni e lo stesso imperatore Carlo V. Donia formò un esercito con Wijard Jelckama chiamata la Arumer Zwarte Hoop. Combatterono contro i borgognoni nelle ribellioni tra il 1515 e il 1523. La maggior parte dell'esercito era originario dalla Gheldria. Donia, il quale dimostrò di essere un valido comandante, morì nel 1520, mentre Jelckama e gli altri ribelli furono catturati e decapitati nel 1523.
I Paesi Bassi, attraverso eredità e conquiste territoriali, divennero un possedimento della dinastia degli Asburgo. Nel 1548 Carlo V, otto anni prima di abdicare, garantì ai Paesi Bassi lo status di entità separata rispetto all'impero. Non era un trattato di indipendenza, ma fu garantita un'ampia autonomia. Nella Prammatica Sanzione del 1549 veniva stabilito che le diciassette province erano un'unica entità, "Kreis" ossia circondario.
Il successore di Carlo V fu Filippo II di Spagna, il quale, a differenza del padre che passò la sua infanzia a Gent, conosceva meno le Province Unite ed era percepito come un sovrano straniero dai nobili locali. Quando Filippo lasciò i Paesi Bassi nell'agosto del 1559, nominò la propria sorellastra Margherita di Parma come governatrice dei Paesi Bassi. Margherita era figlia naturale di Carlo V, e doveva reggere i Paesi Bassi con poteri limitati, in nome di Filippo II.
Nella prima metà del Cinquecento i Paesi Bassi furono una parte importante dell'Impero Spagnolo. Il Trattato di Cateau-Cambrésis del 1559 pose fine a quarant'anni di conflitti tra Francia e Spagna che ebbero luogo in Italia. I Paesi Bassi avevano la loro importanza strategica per la Spagna perché, con truppe proprie dislocate in quel luogo, potevano attaccare la Francia, oltre che da sud, anche da nord.
Nel corso del XVI secolo la Riforma protestante fu imposta a buona parte della popolazione neerlandese mentre la regione meridionale, corrispondente all'attuale Belgio, restò di fede cattolica. Filippo, non volendo la divisione della popolazione e devoto seguace della Controriforma, tentò di frenare i protestanti e di limitare le autonomie delle città neerlandesi. Appellandosi alla sopra citata "clausola di ribellione", i neerlandesi fecero scoppiare una rivolta nel maggio del 1567. Il sovrano spagnolo inviò il Duca d'Alba, con un forte esercito, a sedare la rivolta. Prima dell'arrivo dell'esercito guidato dal Duca d'Alba, Guglielmo d'Orange, pur essendo rappresentante di Filippo II, fuggì in Germania. Nel settembre 1567 il Duca d'Alba fece arrestare a Bruxelles con un inganno tutti i nobili che si erano recati per un incontro; alcuni di loro furono giustiziati. Il Duca d'Alba revocò anche i precedenti trattati firmati da Margherita di Parma e istituì l'inquisizione per rinforzare i decreti del Concilio di Trento.

## La guerra degli ottanta anni (1568–1648)

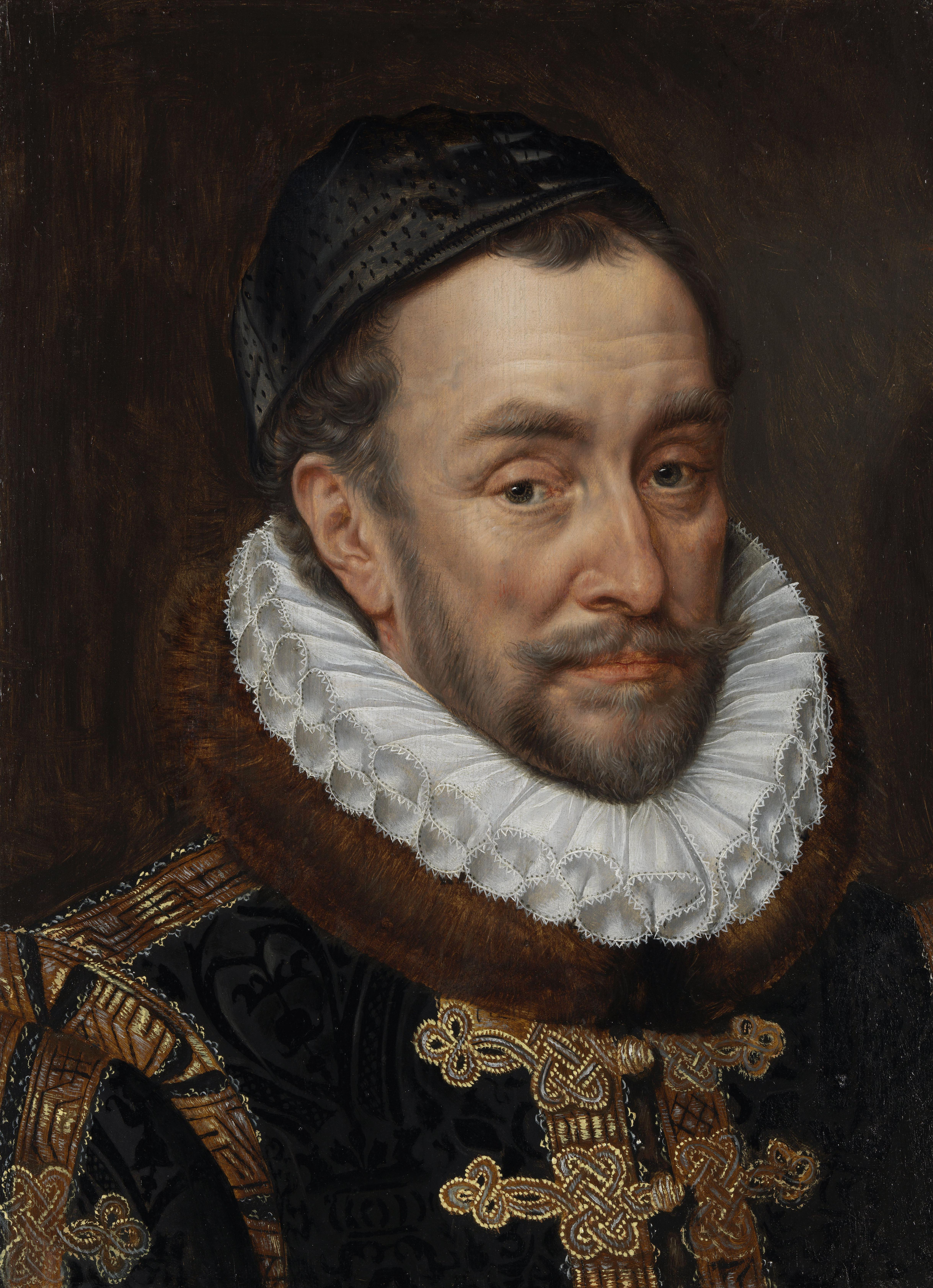
Guglielmo I d'Orange, da un ritratto di Adriaen Thomasz Key, (1579).

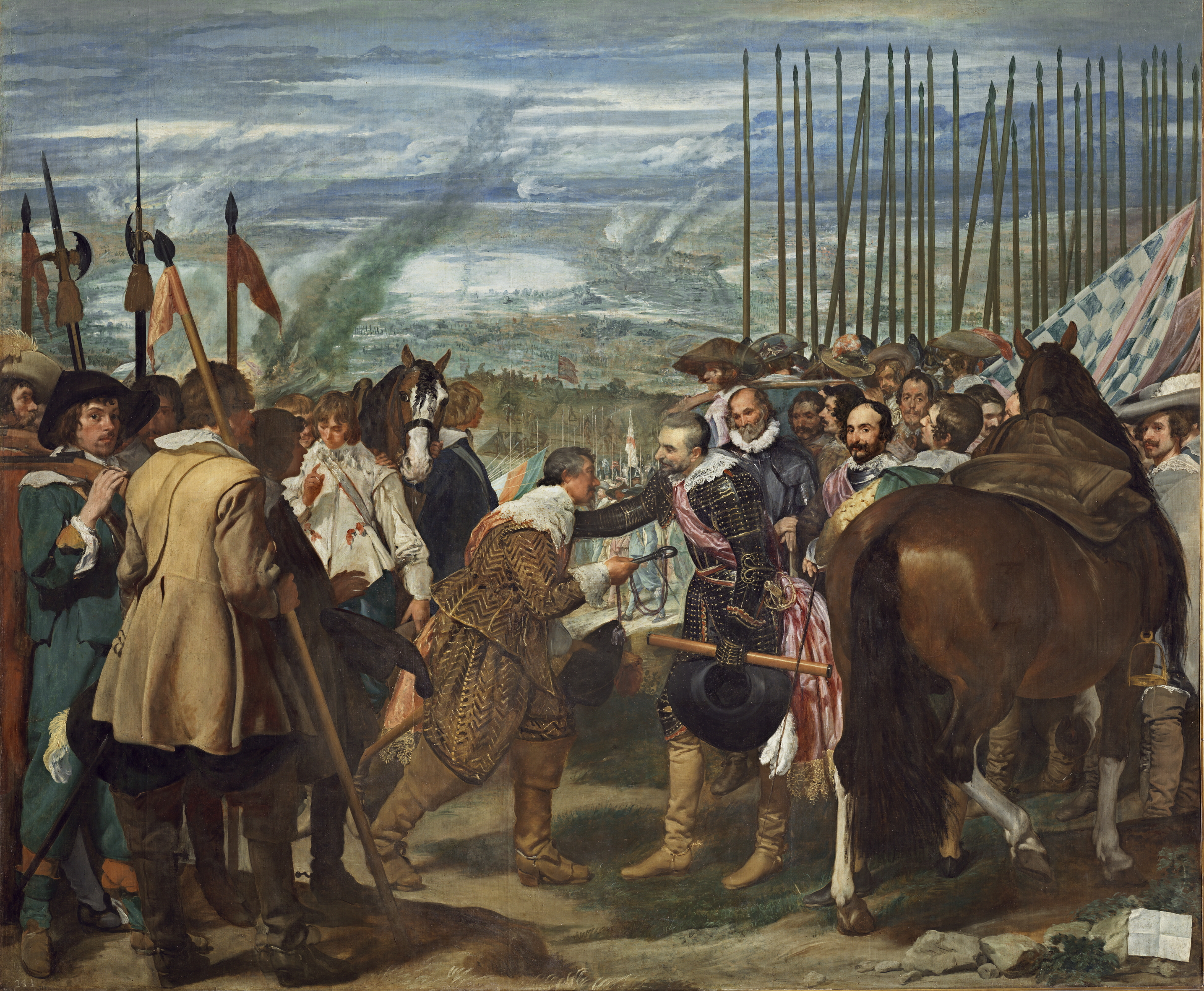
La resa di Breda agli spagnoli, dipinta da Velázquez

Le Sette Province del Nord formarono nel 1579 l'Unione di Utrecht e con l'Atto di abiura (Plakkaat van Verlatinghe) del 1581 dichiarano la loro indipendenza.
La guerra d'indipendenza olandese è nota come la Guerra degli ottanta anni. Tuttavia solo i primi cinquant'anni, cioè fino al 1618, vi furono azioni belliche tra la Spagna e i Paesi Bassi. Gli ultimi trent'anni di conflitto (1618-1648) si confusero con la Guerra dei Trent'anni, che coinvolse la maggior parte del continente europeo.
Nel 1581 era stata proclamata la Repubblica delle Sette Province Unite, guidata da Guglielmo di Nassau il Taciturno, principe d'Orange, che assunse la carica di statolder (presidente), mentre il titolo di Orange rimase sempre appannaggio dei membri della casa di Orange. Per altri 70 anni la Spagna non riconobbe la secessione olandese e vi fu guerra fino alla pace di Vestfalia del 1648, con cui le Province Unite ottennero de iure l'indipendenza che ormai godevano di fatto. L'Olanda fu la più prospera e popolosa provincia della Repubblica delle Sette Province.

## L'età d'oro olandese (1649–1784)

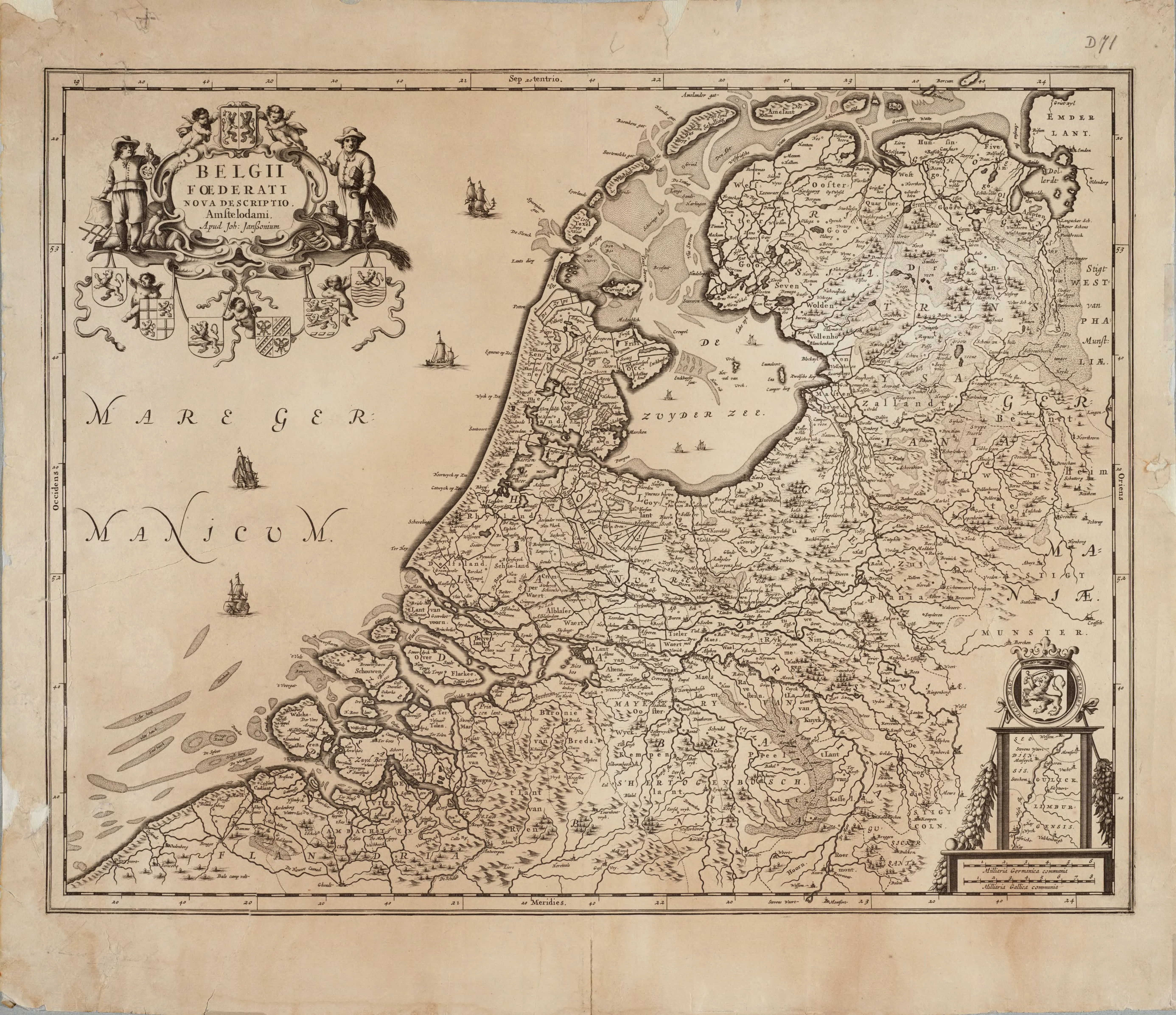
Mappa del 1658

Durante la guerra degli Ottant'anni, per quanto impegnati nella lotta con la Spagna, le Sette Province divennero il più importante centro mercantile dell'Europa settentrionale; le navi olandesi davano la caccia alle balene al largo delle Svalbard e furono molto attive anche fuori dall'Europa, fondando colonie in India, Indonesia, Africa meridionale, Brasile, Indie occidentali e anche in Nordamerica dove New York fu fondata da olandesi col nome di Nieuw Amsterdam. Il nuovo Stato fiorì culturalmente ed economicamente, tanto che il XVII secolo è considerato il secolo d'oro (gouden eeuw) dei Paesi Bassi. I Paesi Bassi settentrionali erano una repubblica governata da un'aristocrazia mercantile anziché da un sovrano (quindi simile a Venezia). Ogni città e ogni provincia manteneva il proprio governo e le proprie leggi. Alcuni "reggenti" prevalsero e così Johan de Witt emerse come figura politica dominante per ventidue anni.
Nel 1650 lo statolder Guglielmo II d'Orange morì improvvisamente di vaiolo. Il figlio di Guglielmo II, futuro re Guglielmo III d'Inghilterra nacque otto giorni dopo la morte del padre. La successione provocò una lotta tra due fazioni: i "reggenti" e gli "orangisti".
Nel 1651 l'Inghilterra impose il suo primo Atto di navigazione, che contrastava gli interessi commerciali olandesi. Un primo incidente navale portò alla prima guerra anglo-olandese (1652-54), che sfociò nel Trattato di Westminster, e l'Atto di navigazione rimase in vigore.
Sebbene la schiavitù fosse illegale nei Paesi Bassi, ebbe una forte fioritura nell'Impero coloniale olandese. Fin dal 1619 gli olandesi iniziarono a smerciare schiavi africani in America. La stessa Amsterdam divenne la capitale europea del commercio degli schiavi.
Il 1672 fu un anno di disfatte per le Province Unite. Scoppiò la terza guerra anglo-olandese. La Francia ed alcuni principi tedeschi invasero i Paesi Bassi. Johan de Witt, insieme al fratello Cornelis, divenne il capro espiatorio, e fu linciato. Guglielmo III d'Orange divenne statolder. Sotto l'ammiraglio Michiel de Ruyter fu respinto, in tre dure battaglie, il tentativo congiunto anglo-francese d'invadere i Paesi Bassi. L'invasione francese via terra fu impedita a costo dell'inondazione della terraferma olandese. Nel 1674 i Paesi Bassi firmarono il trattato di pace con l'Inghilterra (Trattato di Westminster) e nel 1678 anche con la Francia (Trattato di Nimega).

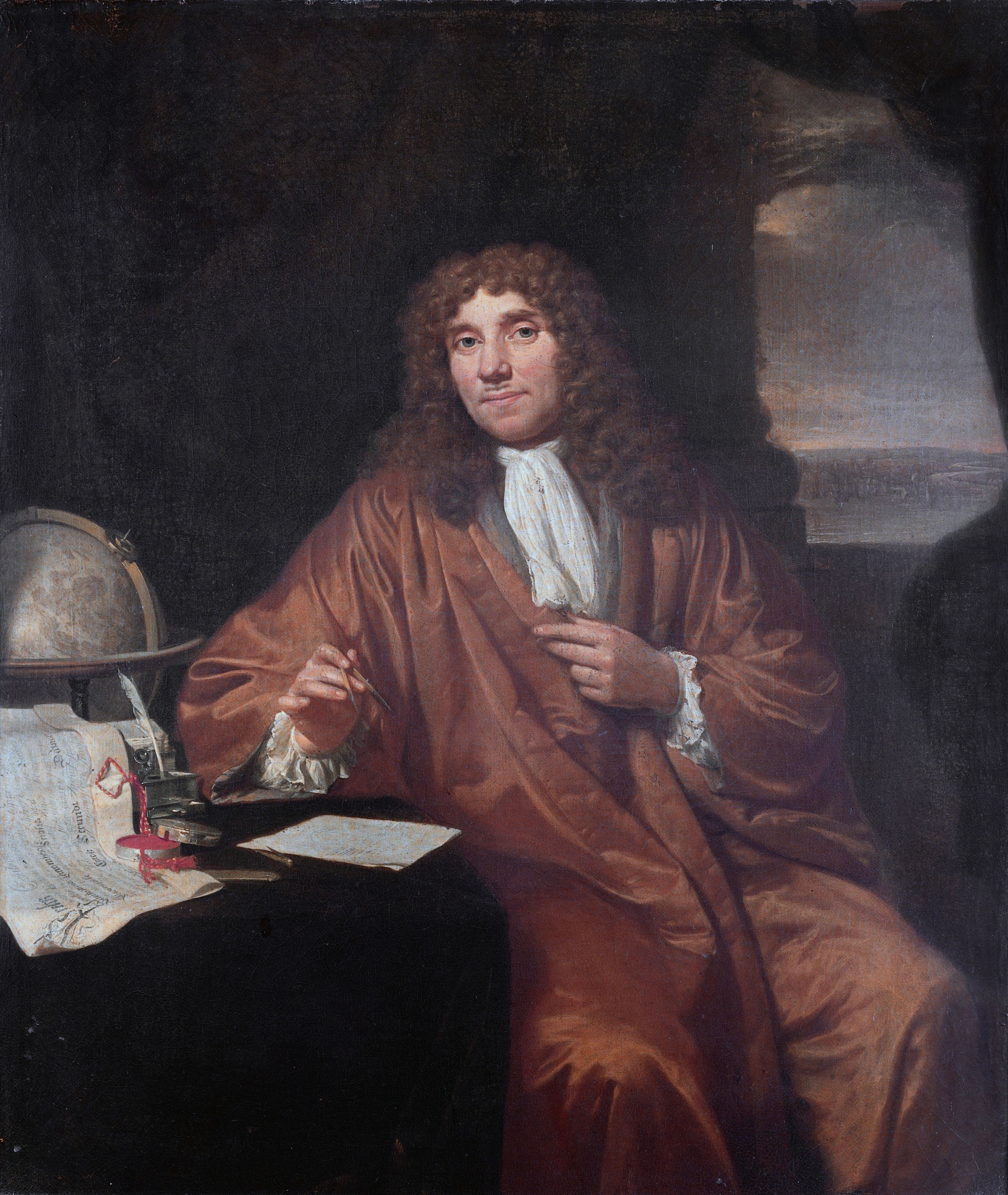
L'ottico e naturalista olandese Antoni van Leeuwenhoek. Durante l'"età dell'oro" fiorirono le scienze e le arti.

Nel 1688, dopo le tre guerre anglo-olandesi, le relazioni con il Regno d'Inghilterra raggiunsero una crisi profonda. Lo statolder Guglielmo III capì di avere una grandissima opportunità quando fu chiamato dai protestanti inglesi per invadere l'Inghilterra. La manovra assicurò alle Province Unite un alleato forte come l'Inghilterra nelle sue guerre contro la Francia di Luigi XIV. Guglielmo fu a capo degli eserciti e delle marine inglesi e olandesi fino al 1702. Gli anni di Guglielmo III come re d'Inghilterra coincisero con una politica inglese in favore delle Province Unite. L'alleanza anglo-olandese durò anche dopo la sua morte, e gli eserciti inglesi e olandesi riuscirono a conquistare le Fiandre e il Brabante, e a invadere la stessa Francia.
Esso però terminò con una serie di sconfitte, subite da parte di altri paesi (specialmente degli inglesi), e che segnarono la fine dell'espansione commerciale coloniale olandese. Questi avvenimenti portarono alla Gloriosa rivoluzione con la quale fu consolidato, in Inghilterra, il ruolo del Parlamento e l'orientamento protestante. Giacomo II d'Inghilterra fuggì in Francia e Guglielmo rimase re d'Inghilterra insieme alla moglie Maria II, figlia di Giacomo II.
Nel corso del Seicento e del Settecento, molti immigranti giunsero nelle prospere città olandesi, specialmente dalle zone protestanti della Germania. Note per la loro relativa tolleranza, le Province Unite attirarono inoltre molti immigranti ugonotti dalla Francia, nonché ebrei dalla Germania e dalla penisola iberica.
Il Settecento fu segnato dal conflitto fra i sostenitori degli statolder ed i cosiddetti patriottici (avversi a trasformazioni in senso monarchico); nel 1748 la carica di statolder fu dichiarata elettiva al tempo di Guglielmo IV d'Orange. L'Olanda continuò ad essere relativamente tranquilla fino alla Rivoluzione francese del 1789.

## L'invasione francese (1785–1815)

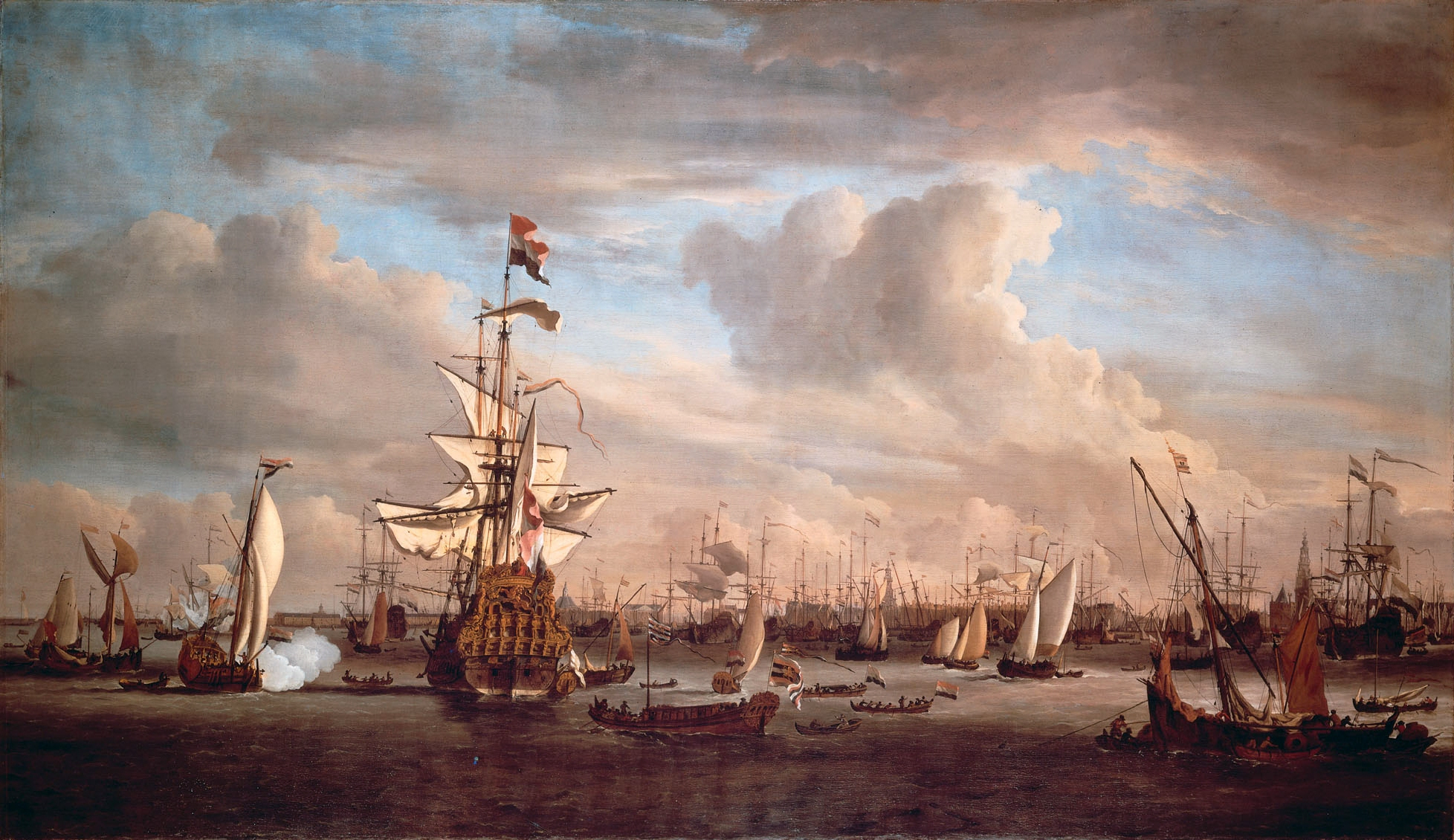
Il porto di Amsterdam attorno al 1700.

Alla fine del Settecento vi fu grande inquietudine nei Paesi Bassi, a motivo di lotte tra gli "orangisti", che sostenevano Guglielmo V d'Orange e i cosiddetti "patriottici", i quali, fortemente influenzati dalla Rivoluzione americana, propugnavano una forma di governo più democratica. Nel 1785 scoppiò la rivolta dei patriottici, poi soppressa; molti patriottici furono costretti a fuggire nel Brabante oppure in Francia. Dopo il riconoscimento olandese degli Stati Uniti d'America, ci fu la pronta reazione britannica che culminò nella quarta guerra anglo-olandese. Questo disastro segnò fortemente l'economia nei Paesi Bassi.
Nel 1795 le armate francesi invasero i Paesi Bassi, incontrando poca resistenza e costituendovi l'effimera Repubblica Batava; Guglielmo V fuggì in Inghilterra. Essa fu sostituita nel 1806 dal Regno di Olanda, che comprendeva anche porzioni dell'attuale Germania ed il cui re era Luigi Bonaparte, fratello di Napoleone). Dopo quattro anni fu decretata l'annessione all'Impero francese. Quello stesso anno era entrato in vigore un codice civile ispirato al Codice Napoleonico. L'occupazione francese terminò nel 1813 dopo la sconfitta di Napoleone.

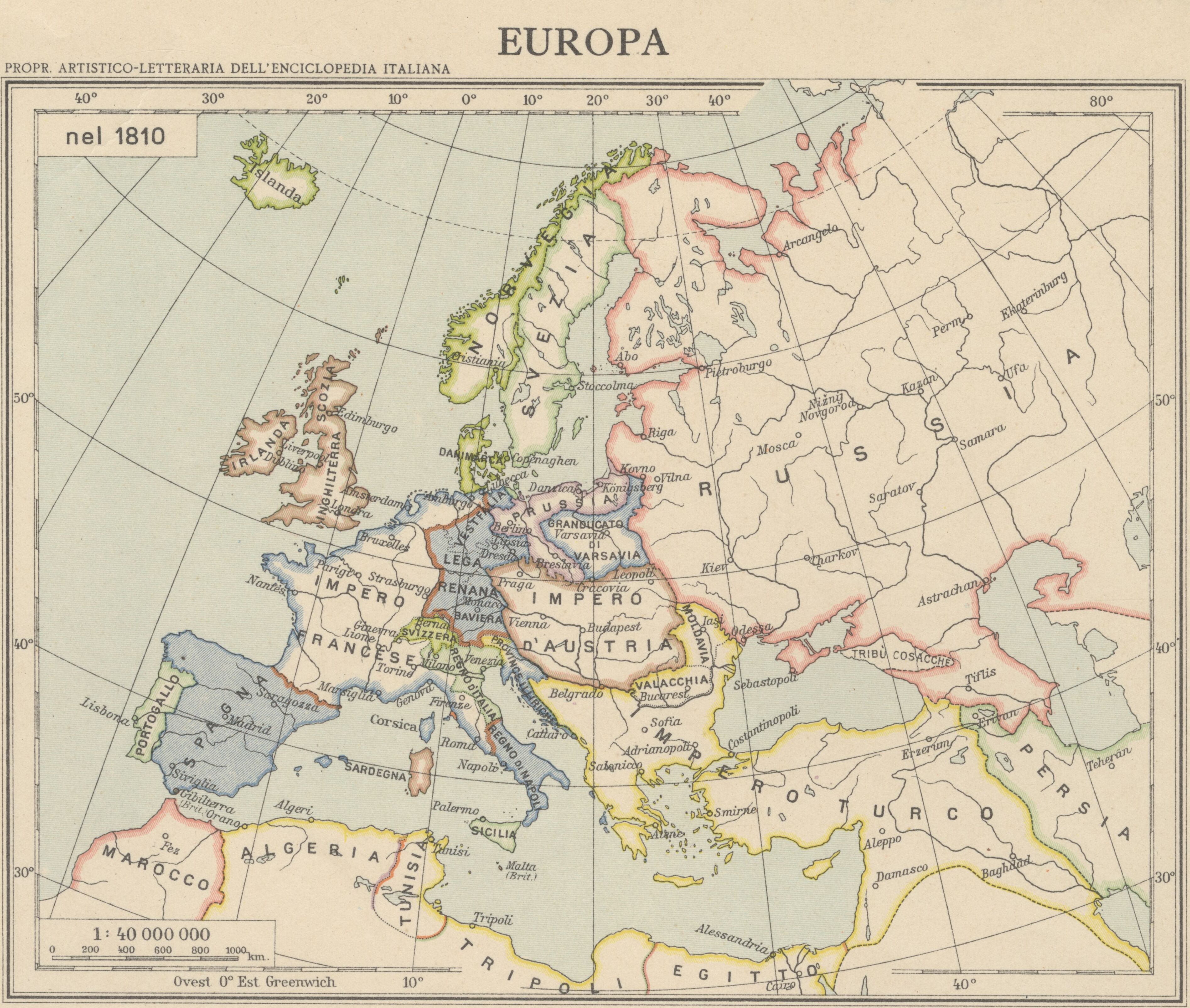
Europa nel 1810; i Paesi Bassi sono annessi all'Impero francese

Quando Guglielmo fuggì in Inghilterra diede alla Gran Bretagna, come salvacondotto, le colonie olandesi delle Indie orientali e occidentali. Questo segnò il definitivo tramonto della potenza coloniale olandese. Solo una parte delle colonie olandesi ritornarono ai Paesi Bassi dopo la sconfitta napoleonica. La Guyana e Ceylon divennero britanniche, come pure la Colonia del Capo. Altre colonie, in particolare le Indie orientali olandesi, tornarono sotto controllo olandese nel 1814.
Sconfitto Napoleone, il Congresso di Vienna restaurò lo Stato neerlandese, ricomposto da tutti i Paesi Bassi, trasformandolo in monarchia ed assegnando il trono a Guglielmo VI d'Orange; questi, figlio dell'ultimo statolder, assunse il nome di Guglielmo I dei Paesi Bassi e fu costituito anche sovrano del Lussemburgo. Nel corso delle guerre napoleoniche gli inglesi si erano impossessati di quasi tutte le colonie olandesi: esse furono restituite in parte, ma in compenso il regno in Europa fu ampliato con l'inclusione dei Paesi Bassi austriaci, e il Lussemburgo rientrava in unione personale a Guglielmo I. Il nuovo Regno Unito dei Paesi Bassi aveva ora due capitali: L'Aia e Bruxelles, che si sarebbero alternate come capitale ogni due anni.

## Il Regno Unito dei Paesi Bassi: lo sviluppo industriale e democratico (1816–1939)

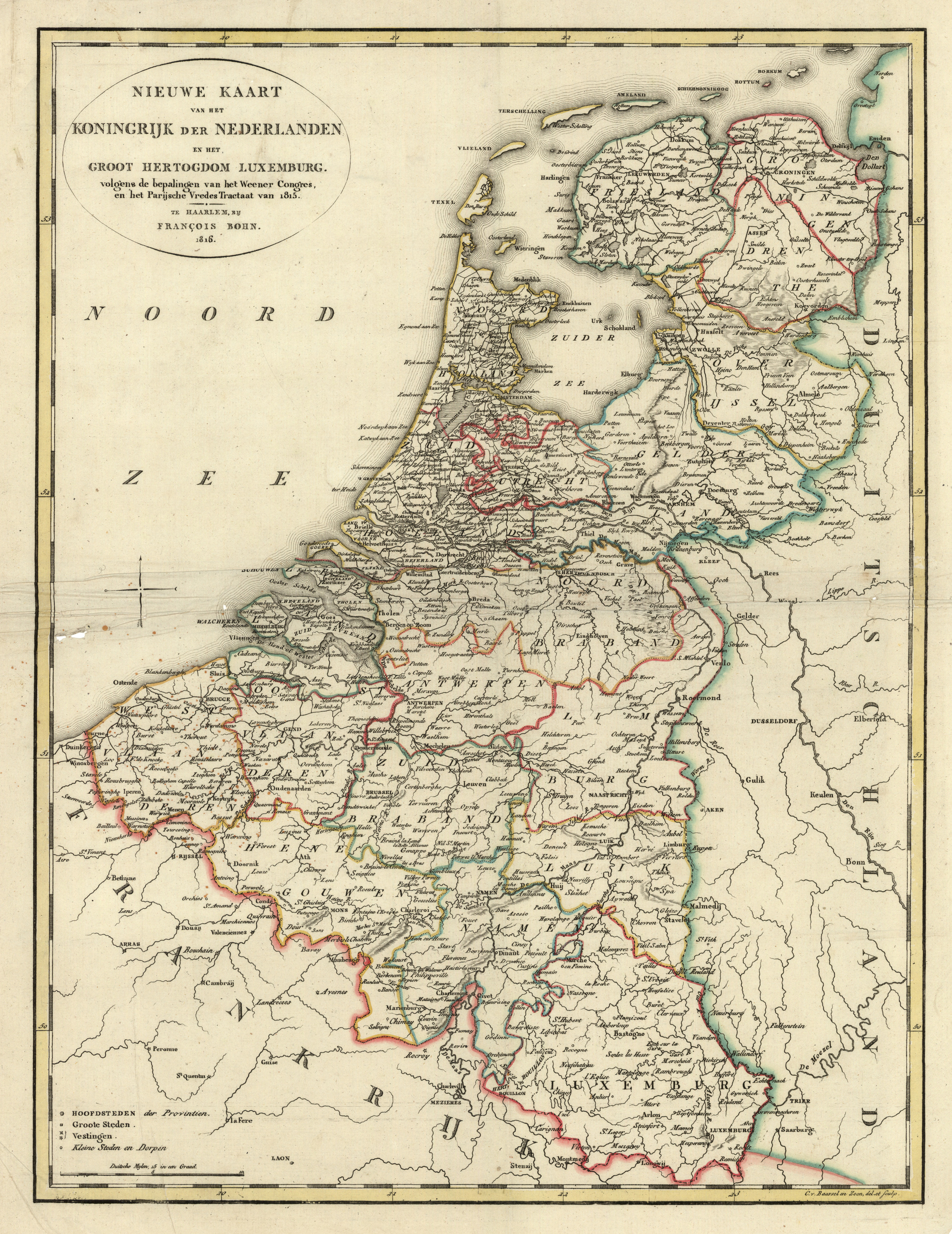
Mappa del Regno Unito dei Paesi Bassi e del Granducato del Lussemburgo, 1815

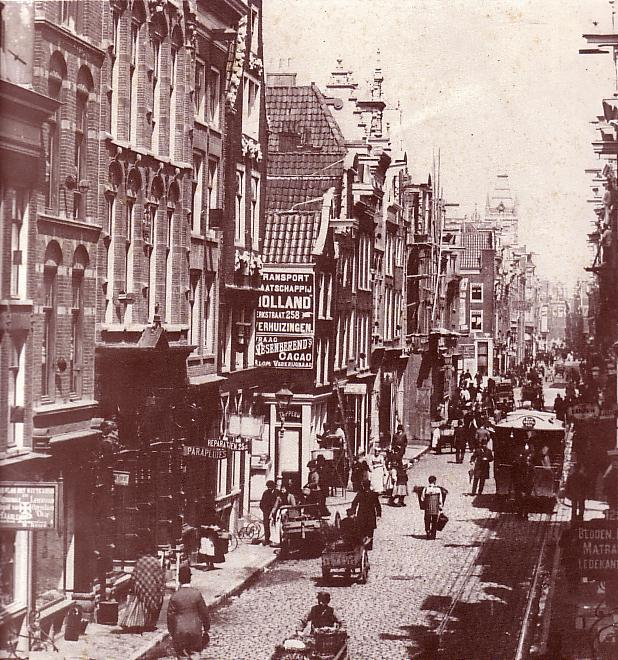
Una strada di Amsterdam fotografata nel 1891.

Il Regno Unito dei Paesi Bassi fu un'unione di breve durata dal 1815 al 1839. Nel 1839 le province meridionali con la parte fiamminga e francofona del Granducato di Lussemburgo formarono il Belgio. Guglielmo I fu la figura chiave della transizione dei Paesi Bassi verso lo Stato moderno. Sovrano illuminato, non aveva difficoltà ad accettare le trasformazioni sociali avvenute nei venticinque anni precedenti, compresa l'uguaglianza di tutti gli uomini di fronte alla legge. D'altro canto fu calvinista e promulgò alcune leggi che erano in contrasto con antichi privilegi della Chiesa Romana, prevalente nei Paesi Bassi meridionali. Guglielmo I promosse la modernizzazione dell'economia. Il governo dello Stato fu nelle mani di ministri di stato scelti dal re. Anche se le antiche province furono ripristinate, il governo fu unitario. Il liberalismo economico e il moderato autoritarismo accelerarono l'adattamento dei Paesi Bassi alle condizioni sociopolitiche dell'Ottocento.
Questa situazione non durò a lungo. Nel 1830 scoppiò la ribellione nei Paesi Bassi meridionali. Le cause della ribellione furono di carattere linguistico (la parte meridionale era in parte francofona, quella settentrionale neerlandese), economico (il sud stava avviandosi verso la fase dell'industrializzazione, mentre il nord restava un'economia prevalentemente mercantilistica) e religioso (il sud più cattolico, il nord in parte protestante). Inoltre, alcune politiche di Guglielmo I furono assai impopolari, tra cui il tentativo di rendere la lingua neerlandese come universale del governo dei Paesi Bassi. Nel 1830 il Belgio ottenne l'indipendenza grazie all'aiuto francese.
Nel 1838 fu emanato un nuovo codice civile, il Burgerlijk Wetboek. Nel 1848 è adottata una costituzione che trasforma il regno dei Paesi Bassi in monarchia parlamentare, limitando il potere del re e proteggendo le libertà civili. Nel 1890, dopo la morte dell'ultimo discendente maschio della Casa d'Orange-Nassau, anche il Lussemburgo ottenne il proprio sovrano.
Alla fine dell'Ottocento, durante la seconda ondata europea colonialista ed imperialista, i Paesi Bassi estesero il loro controllo sull'Indonesia.
I Paesi Bassi erano rimasti neutrali per un lungo periodo dopo la guerra dei Sette anni di metà Settecento. Nonostante la ricchezza economica dei Paesi Bassi aumentasse, la forza militare nei teatri internazionali diminuiva. I Paesi Bassi non erano in grado di difendere il territorio in caso di guerra, perseguendo la politica di neutralità. Nella prima guerra mondiale questa neutralità fu rispettata ed il conflitto ebbe solo ripercussioni economiche.
La Grande depressione del 1929 colpì i Paesi Bassi in misura maggiore rispetto a molti altri paesi europei, provocando povertà, disoccupazione e rivolte sociali. L'ascesa del nazismo in Germania iniziò a preoccupare la popolazione neerlandese in vista di un nuovo possibile conflitto.
Nel contesto storico dei primi anni del xx secolo, è da ricordare l'importante figura di Aletta Jacobs (1854-1929), una delle più note esponenti del movimento femminista olandese

## La seconda guerra mondiale e l'Unione Europea (1939-oggi)

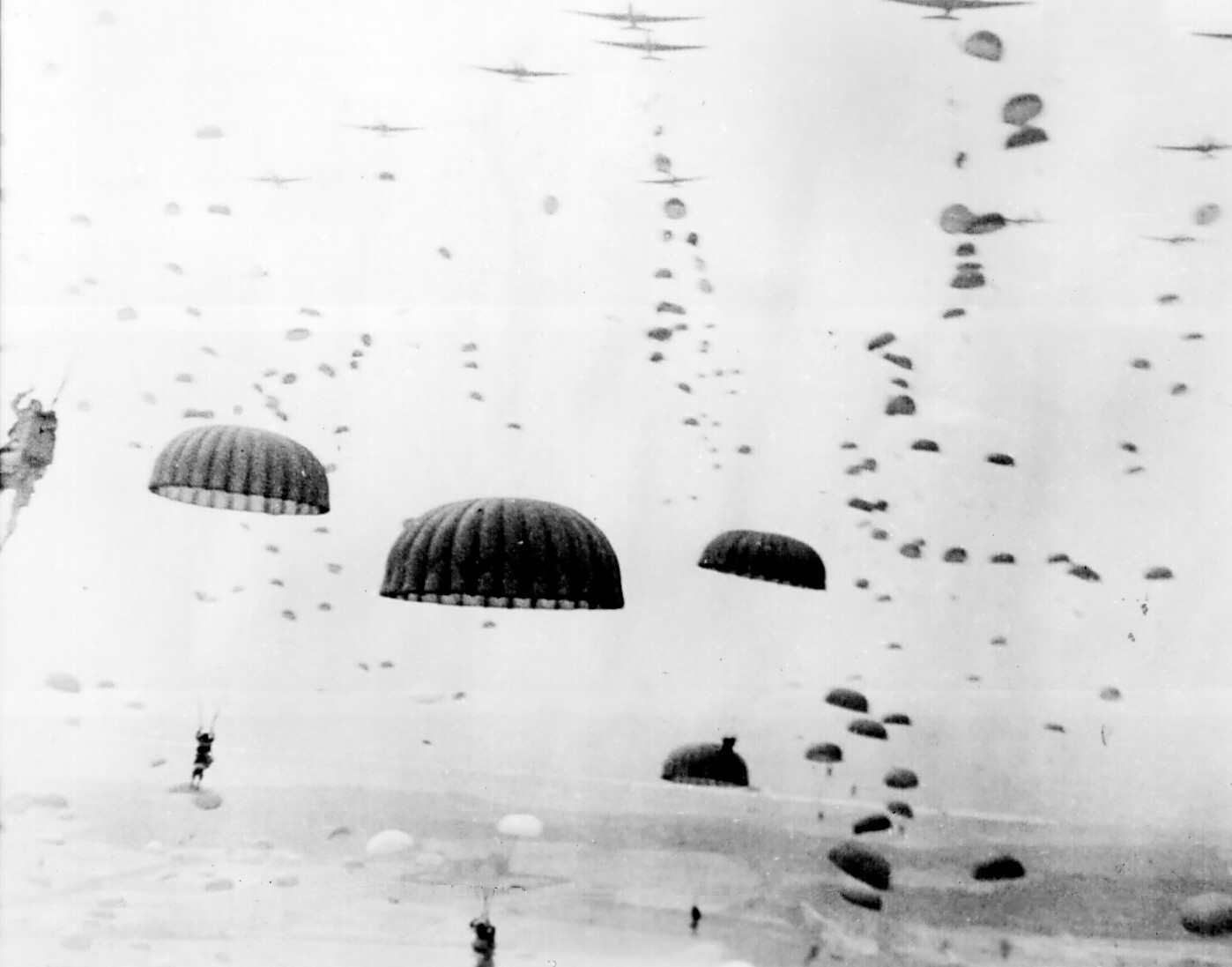
Paracadutisti sui cieli dei Paesi Bassi durante le prime fasi dell'operazione Market-Garden.

Allo scoppio della seconda guerra mondiale i Paesi Bassi dichiararono nuovamente la loro neutralità, ma furono occupati dalla Germania nazista durante l'attacco alla Francia nel maggio 1940. La famiglia reale, insieme al governo, riuscì a recarsi nel Regno Unito. Nel paese venne instaurata una amministrazione civile, il Reichskommissariat Niederlande, al cui capo fu messo il reichskommissar Arthur Seyß-Inquart. Questa occupazione portò tra l'altro alla deportazione ed alla morte di oltre 100.000 ebrei. Il governo in esilio dei Paesi Bassi mantenne il controllo dei territori d'oltremare, ma già nel gennaio 1942 il Giappone invase i territori delle Indie Orientali olandesi. Dato che il regime degli occupanti divenne molto duro, il risentimento della popolazione nei confronti della presenza tedesca, portò alla nascita di gruppi di resistenza. Tuttavia, alcuni collaborarono con il nemico e gruppi di giovani si arruolarono nelle SS e furono inviati al fronte russo.
Nel settembre 1944 i Paesi Bassi furono raggiunti dagli alleati che però furono fermati (Operazione Market-Garden), provocando in gran parte del paese distruzioni elevate e migliaia di morti. L'esercito tedesco si riorganizzò e tenne testa all'avanzata alleata in quest'area fino alla fine della guerra nel maggio 1945.
Subito dopo la resa giapponese l'Indonesia proclamò la propria indipendenza e dopo alcuni anni confusi nel 1949 il governo neerlandese riconobbe ciò. Negli anni successivi, i Paesi Bassi rinunciarono anche al resto del proprio impero coloniale, tra cui la Nuova Guinea (1961) e la Guyana (1975) La perdita tuttavia non portò a difficoltà economiche, e l'economia entrò in una fase di rapida crescita.
Dopo il secondo conflitto mondiale i Paesi Bassi fecero tentativi di annettere porzioni di territorio tedesco, però queste richieste furono respinte dagli Stati Uniti. Tuttavia la conferenza di Londra del 1949 autorizzò i Paesi Bassi ad annettere alcune piccole porzioni di territorio tedesco, poi restituite alla Repubblica Federale di Germania nel 1963.
Nel 1945 fu pianificata l'operazione Tulipano nero con la quale la popolazione tedesca doveva abbandonare il suolo dei Paesi Bassi. Circa tremila tedeschi furono deportati alla fine degli anni '40.
In seguito, la politica estera olandese è dominata dall'impegno a creare o rafforzare le istituzioni internazionali. Oltre a far parte delle Nazioni Unite, i Paesi Bassi sono fra i membri fondatori della NATO e di tutte le istituzioni europee (CECA, CEE) che hanno portato all'attuale Unione europea, di cui fanno parte. Inoltre fin dal 1948 Paesi Bassi, Belgio e Lussemburgo hanno formato un'unione economica e doganale, il cosiddetto Benelux, che in qualche modo prefigurava la futura UE. Nel 1999 i Paesi Bassi hanno aderito all'Euro.
Nel 2002 e nel 2004 ci furono due eventi che misero i Paesi Bassi al centro della discussione internazionale: gli assassini di Pim Fortuyn e Theo van Gogh.